# Diplomatie

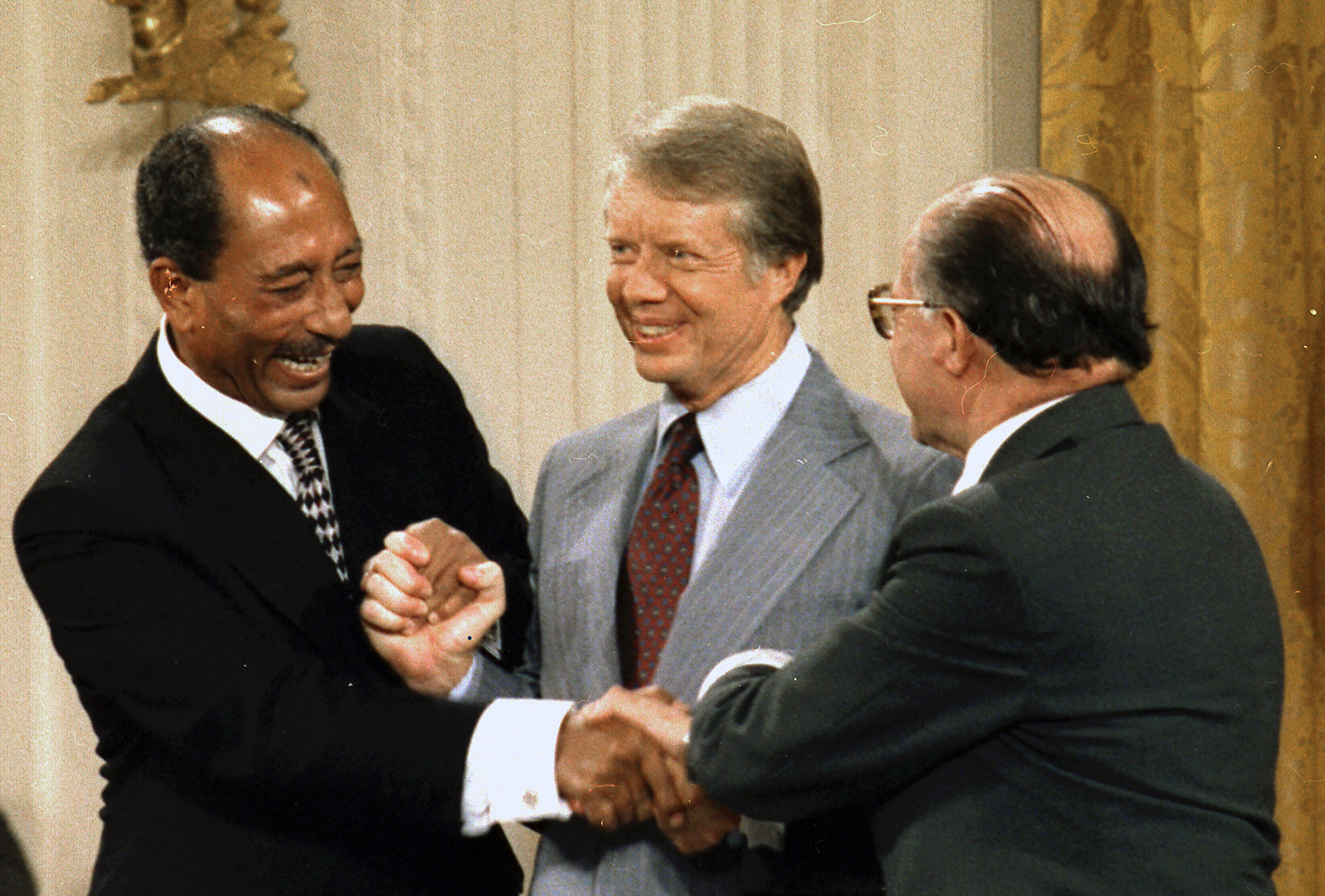
V. l. n. r.: Anwar as-Sadat, Jimmy Carter und Menachem Begin nach der Unterzeichnung des Camp-David-Abkommens

Diplomatie ist die Kunst und Praxis des Verhandelns zwischen bevollmächtigten Repräsentanten verschiedener Gruppen oder Nationen (Diplomaten). Der Begriff bezieht sich meist auf die internationale Diplomatie, also die Pflege zwischenstaatlicher und überstaatlicher Beziehungen durch Absprachen über Angelegenheiten wie Friedenssicherung, Kultur, Wirtschaft, Handel und Konflikte. Internationale Verträge werden in der Regel von Diplomaten ausgehandelt; dabei handeln diese im Auftrag ihrer Regierungen und vertreten deren Interessen.
Im übertragenen Sinne versteht man unter diesem Begriff auch die auf Verhandlungen oder Treffen beruhenden Kontakte zwischen zwei oder mehr Gruppen jedweder Art.
Diplomatisches Verhalten nennt man das Tun und Lassen eines Verhandelnden,
- das den Agierenden dabei Kompromissbereitschaft und den Willen bescheinigt, die Absichten und die Wünsche jedes Beteiligten zu erkennen;
- das sogenannte Win-win-Situationen sucht;
- das es möglichst vermeidet, andere Verhandelnde bloßzustellen oder in die Enge zu treiben;
- das geeignet ist, den langfristigen Nutzen zu maximieren (es wäre also undiplomatisch, sich einen kurzfristigen Nutzen zu sichern, dabei aber langfristig Nachteile oder Konflikte zu riskieren bzw. in Kauf zu nehmen).

Englisch und Französisch gelten heute (wie schon seit Jahrhunderten) als weltweite Sprachen der Diplomatie. Beide sind, neben Arabisch, Chinesisch, Russisch und Spanisch, die Arbeitssprachen der Vereinten Nationen (UN).

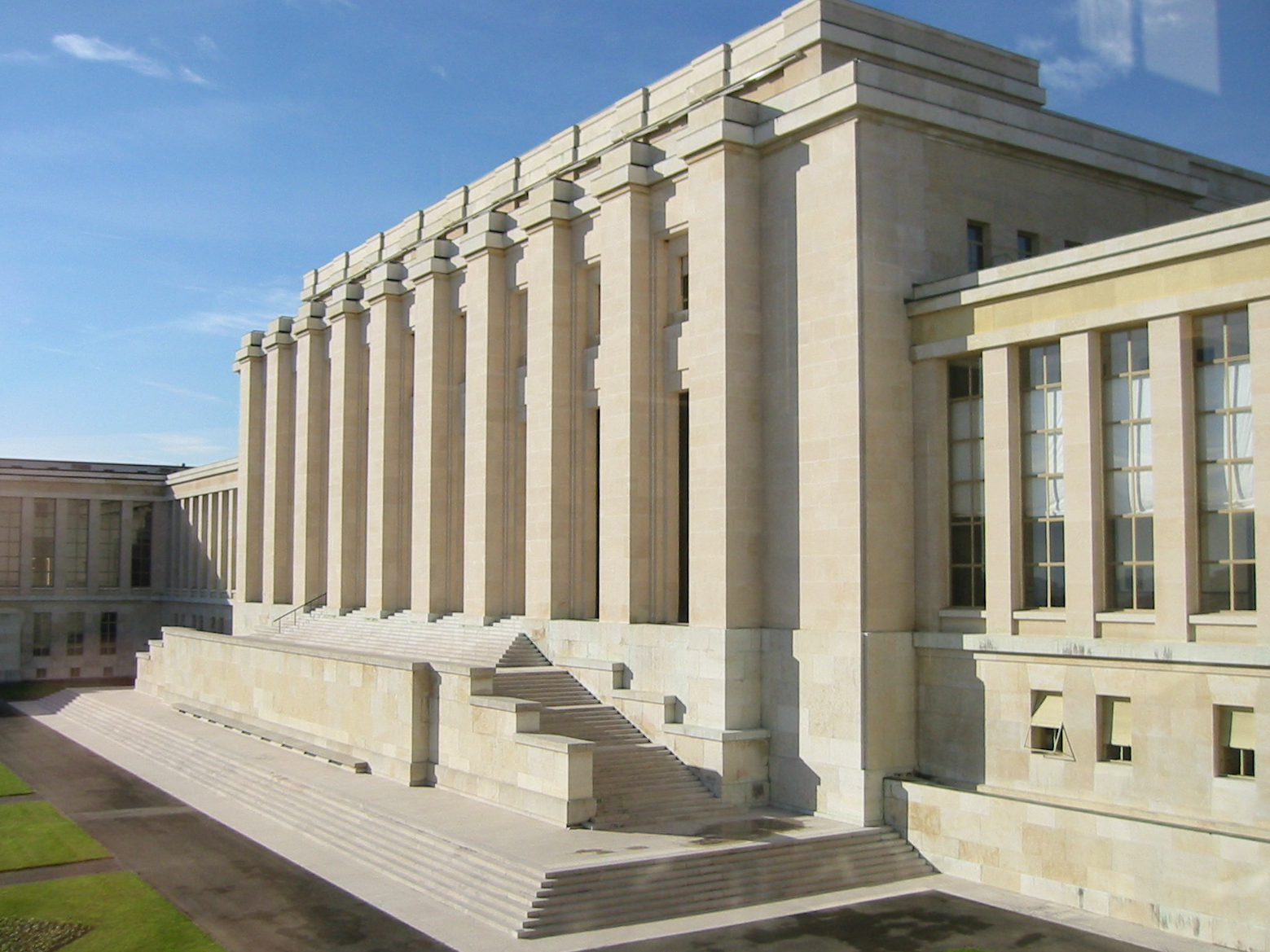
Palais des Nations, Sitz der UNO in Genf. Die UNO ist als größte Internationale Organisation ein Zentrum der Internationalen Diplomatie.

## Überblick

### Begriffserläuterungen, wichtige Bestandteile
Eine Sammelbezeichnung für eine Gruppe von Diplomaten aus demselben Herkunftsland ist die diplomatische Vertretung. Dabei kommt der höchste diplomatische Rang innerhalb dieser Gruppe dem Botschafter (weltlich) beziehungsweise dem Apostolischen Nuntius (kirchlich) zu. Eine von einem Botschafter angeführte diplomatische Vertretung in einem Gebäude heißt Botschaft. Ihre Mitglieder sind die offiziellen Vertreter und Ansprechpartner eines Staates, einer Nation oder einer Organisation (etwa UN-Botschafter) in einer fremden Nation. Die Sammelbezeichnung für alle Diplomaten in einem fremden Staat ist das diplomatische Korps (französisch corps diplomatique), weshalb auch die Kfz-Kennzeichen von Diplomaten in aller Welt oft mit den Buchstaben CD beginnen oder in der Form eines Nationalitätszeichens (ovales Schild) neben dem Kfz-Kennzeichen angebracht sind.
Je besser der Diplomat oder die diplomatische Mission im fremden Land organisiert ist, desto besser kann den eigenen Interessen Ausdruck verliehen werden. Hierbei ist eine Botschaft sehr hilfreich, weshalb es heute ein enges Netz aus Botschaften und diplomatischen Beziehungen rund um die Welt gibt.

### Formen
Die einfachste und älteste Diplomatieform ist die bilaterale (zweiseitige), also die Diplomatie zwischen zwei Staaten. Eine weitere ist die multilaterale (mehrseitige) Diplomatie, wobei viele Staaten gleichzeitig zu einem gemeinsamen Ergebnis zu kommen versuchen, das dann für alle verbindlich ist. Im Gegensatz zu diesen Formen steht der Unilateralismus (Alleinhandeln), wo ein Staat nur im eigenen Interesse handelt, ohne Absprache oder Rücksichtnahme auf andere Nationen.

### Diplomatischer Kontakt
Diplomatischer Kontakt zwischen verschiedenen Nationen findet z. B. zwischen den jeweiligen Botschafte(r)n und Regierungen oder im Rahmen von diplomatischen Foren statt. Bedeutende Gesprächs-Foren der Diplomatie sind etwa die Vereinten Nationen (UNO), die Europäische Union (EU), die Vereinigung der süd-ost-asiatischen Nationen (ASEAN) und die Union Südamerikanischer Nationen (UNASUR). Bei Verhandlungen und Konferenzen auf supranationaler Ebene werden in der Regel Diplomaten, die an diese Organisation entsandt werden, tätig.
Über die Aufnahme oder einen Abbruch diplomatischer Kontakte zu einem Land entscheidet in der Regel das jeweilige Bundesparlament, in Deutschland der Deutsche Bundestag.

## Funktionsweise bzw. Besonderheiten
Jede Diplomatie funktioniert auf der Basis des verbalen Taktgefühls, welches gewährleistet, dass sachlich über Fakten diskutiert werden kann.

### Vorgehensweisen
Es existieren unzählige diplomatische Vorgehensweisen oder Strategien, um die Interessen eines Staates bei einem anderen durchzusetzen. Eine Vorgehensweise ist die informelle Diplomatie. Sie wird seit Jahrhunderten zur Kommunikation zwischen den Großmächten verwendet. Viele Diplomaten bemühen sich, Kontakt zu einflussreichen Figuren in anderen Staaten herzustellen, um auf diesem Weg Zugang zur Führungsspitze eines Landes zu erhalten. In einigen Fällen, zum Beispiel zwischen den USA und der Volksrepublik China, läuft ein Großteil der Diplomatie über halboffizielle Kanäle unter Verwendung von Gesprächspartnern wie akademischen Mitgliedern politischer Stiftungen (Denkfabriken) ab. Dies geschieht zumal in Angelegenheiten, in denen Regierungen Empfehlungen oder Ratschläge geben möchten, ohne dies über die offiziellen Kanäle verlautbar werden zu lassen.
In Europa werden seit langem auch vertrauensbildende Maßnahmen praktiziert, um Spannungen zwischen Völkern langfristig abzubauen oder Gemeinsamkeiten zu fördern. So werden zum Beispiel Programme zum Jugendaustausch, akademische Austauschprogramme wie das Erasmus-Programm oder das Erasmus+-Programm vereinbart. Weitere vertrauensbildende Maßnahmen sind das Schließen internationaler Städtepartnerschaften und die Förderung des Fremdsprachenunterrichtes (an Schulen).
Im Orient und anderen Teilen der Welt gab es eine ganz andere Vorgehensweise. Im osmanischen Reich, Persien und anderen Staaten wurden Diplomaten als eine Garantie für gutes Verhalten angesehen. Sofern eine Nation ein Abkommen brach oder Angehörige dieser Nation sich schlecht verhielten, zum Beispiel ein Schiff kaperten oder ein Grenzdorf plünderten, dann wurden die Diplomaten dafür bestraft. Diplomaten waren also ein Mittel dazu, Abkommen und Völkerrecht durchzusetzen. Damit gesichert war, dass die Bestrafung von Diplomaten den Herrschenden auch etwas bedeutete, bestand man auf hochrangige Diplomaten. Diese Tradition findet sich schon im Römischen Reich der Antike. Die Römer forderten von den unterworfenen Stämmen in Germanien häufig Geiseln, meist Kinder des Stammeshäuptlings oder nahe Verwandte. Diese wurden nicht als Gefangene gehalten, sondern als eine Art von Gästen. So kamen sie in den Genuss römischer Erziehung und Lebensart. Nur bei Fehlverhalten ihres Stammes konnte es zu drastischen Repressalien gegen sie kommen.

### Diplomatische Immunität
Diplomatische Immunität ist der Schutz von Diplomaten vor strafrechtlicher, zivilrechtlicher oder administrativer Verfolgung in einem fremden Staat.
Diplomatische Rechte wurden in Europa in der Mitte des siebzehnten Jahrhunderts etabliert und haben sich seitdem in der ganzen Welt ausgebreitet. Diese Tradition wurde 1961 im Wiener Übereinkommen über diplomatische Beziehungen formell niedergelegt. Der Vertrag schützt Diplomaten davor, belangt oder verfolgt zu werden, während sie sich auf diplomatischer Mission befinden. Sie erhalten diese Immunität durch die Ausweisung als Handlungsbefugte im Namen einer Regierung (Akkreditierung) und nicht allein durch den Besitz eines Diplomatenpasses. Es ist jedoch üblich, Diplomaten mit solchen Pässen auszustatten.
Der akkreditierte Diplomat genießt Immunität nur im Empfangsstaat. Ist er bei einer internationalen Organisation akkreditiert, richtet sich seine Immunität in einem Staat nach den Vereinbarungen der Organisation mit jeweils diesem Staat. Besitzt der Diplomat auch oder nur die Staatsangehörigkeit des Empfangsstaates, ist er wegen seiner dienstlichen Handlungen immun, nicht aber wegen seines privaten Verhaltens.
Auch mitreisenden Familienangehörigen von Diplomaten wird vom Empfangsstaat Immunität gewährt.
Auf die Immunität kann der Entsendestaat – nicht der Diplomat oder Familienangehörige – durch Erklärung gegenüber dem Empfangsstaat ganz oder teilweise verzichten. Hauptsächlich findet dies statt, wenn der Empfangsstaat einem Familienangehörigen des Diplomaten die Ausübung einer Erwerbstätigkeit gestattet. Damit keine Wettbewerbsverzerrungen gegenüber Berufstätigen aus dem Empfangsstaat entstehen, wird im Zusammenhang mit der Berufsausübung auf die Immunität verzichtet. So muss beispielsweise der Ehepartner eines Diplomaten, der in Deutschland als Arzt tätig werden will, nicht nur die Zulassungsvoraussetzungen erfüllen, sondern auch Beiträge an die Ärztekammer leisten und kann für Sorgfaltspflichtverletzungen bei Behandlungen vor deutschen Zivilgerichten in Anspruch genommen sowie vor Strafgerichten angeklagt werden; wegen des bei einem privaten Sonntagsausflug verursachten Verkehrsunfalls würde hingegen nach wie vor die Immunität greifen.
Die diplomatische Kommunikation wird ebenfalls als unverletzlich betrachtet, und Diplomaten ist es seit langem erlaubt, Dokumente mit dem sog. „Diplomatenkoffer“ oder der „Diplomatenpost“ außer Landes zu bringen, ohne durchsucht zu werden. Die Fortentwicklung der Verschlüsselungstechnik hat diese Methode jedoch in den letzten Jahren zunehmend obsolet gemacht. Das völkerrechtliche Verbot des Abhörens diplomatischer Telekommunikation wird häufig nicht beachtet, weshalb zwischen den Auslandsvertretungen eines Staates und der Zentrale brisante Inhalte häufig in stark verschlüsselter Form übermittelt werden.
In Zeiten von Feindseligkeiten werden Diplomaten zum eigenen Schutz oft ins Heimatland beordert. Dies geschieht manchmal auch, wenn das Gastland zwar befreundet ist, es aber Anschlagsdrohungen gibt. Botschafter und andere Diplomaten werden von ihren Heimatländern manchmal auch abgezogen, um Missfallen mit dem Gastgeberland auszudrücken. In solchen Fällen bleiben Botschaftsangehörige niederen Ranges zurück und erledigen die anfallenden Aufgaben. In anderen Fällen führt die Botschaft eines anderen, befreundeten Staates die konsularischen oder diplomatischen Aufgaben weiter.
Eine reduzierte Immunität genießen auch weitere entsandte Mitarbeiterinnen und Mitarbeiter von Konsulaten nach den Vorgaben des Wiener Übereinkommens über konsularische Beziehungen.

### Diplomatische Anerkennung
Diplomatische Anerkennung ist das Maß der Akzeptanz einer Nation bei allen anderen nicht-unilateral agierenden Staaten.
Heutzutage gibt es eine ganze Anzahl de facto unabhängiger Gebiete, denen die diplomatische Anerkennung durch weite Teile der Welt verweigert wird, zum Beispiel die Republik China (Taiwan). Da die VR China Taiwan mit ihrer Ein-China-Politik als „abtrünnige Provinz“ betrachtet, sind diplomatische Beziehungen nur mit jeweils einer Regierung möglich. Viele Staaten erkennen die Republik China nicht offiziell an, um Verstimmungen mit der weit größeren VR China zu vermeiden. Es werden aber oft informelle Kontakte unterhalten.
Andere nicht oder von einem großen Teil der Staatengemeinschaft (Vereinte Nationen) nicht als staatliche Völkerrechtssubjekte anerkannte Länder sind Abchasien, die Cookinseln, Kosovo, Niue, Nordzypern, Somaliland, Südossetien, Transnistrien und Westsahara. Im Gegensatz zu Taiwan besitzen diese Länder jedoch eine deutlich geringere wirtschaftliche oder politische internationale Bedeutung und sind deswegen viel isolierter. Israel wird von 30 UN-Mitgliedern nicht anerkannt, ist selbst aber Mitglied im zwischenstaatlichen Zusammenschluss. Der Staat Palästina wird von 46 UN-Mitgliedern nicht anerkannt und verfügt über einen Beobachterstatus. Auch weitere Staaten werden nicht von allen anderen UN-Mitgliedern anerkannt (siehe Liste der Gebiete mit begrenzter Anerkennung als Staat).
Obwohl die Anerkennung ein Faktor ist, um Souveränität zu bestimmen, besagt Artikel 3 der Konvention von Montevideo, dass die politische Existenz eines Staates unabhängig von der Anerkennung durch andere Staaten ist. Da diese Konvention nur von amerikanischen Staaten unterzeichnet wurde, ist sie völkerrechtlich nicht allgemein anerkannt.
Trotz fehlender diplomatischer Beziehungen kann ein Staat als solcher anerkannt sein. So hat die Bundesrepublik Deutschland bis Ende der 1960er Jahre diplomatische Beziehungen zu Ländern beendet oder nicht aufgenommen, die mit der DDR diplomatische Beziehungen unterhielten (Ausnahme: Sowjetunion). Der Grund war die Hallstein-Doktrin. Trotzdem waren diese Staaten existent und es wurde mit ihnen auf z. B. wirtschaftlichem und sportlichem Gebiet zusammengearbeitet, und es gab z. B. normalen Post- und Telefonverkehr.

### Diplomatie und Spionage
Diplomatie und Spionage sind eng miteinander verbunden. Botschaften sind Ausgangspunkte sowohl für Diplomaten als auch für Spione, und einige Diplomaten sind im Wesentlichen offen anerkannte Spione. Zum Beispiel besteht eine Aufgabe des Militärattachés darin, so viel wie möglich über das Militär einer Nation, in deren Land er tätig ist, in Erfahrung zu bringen. Es wird nicht versucht, diese Rolle zu verbergen, und es wird ihnen auch nur erlaubt, auf Einladung an Veranstaltungen wie Paraden oder Manövern teilzunehmen. Es gibt jedoch auch verdeckte Spione, die von Botschaften aus operieren. Diesen werden Tarntätigkeiten an den Botschaften gegeben. Ihre wirkliche Aufgabe besteht jedoch darin, Kontakte zu knüpfen, Informanten zu rekrutieren und Informationen zu sammeln. Im Extremfall werden sie auch beauftragt, Regimegegner im Exil zu beseitigen oder Sabotageakte durchzuführen. In den meisten Fällen jedoch ist die Identität der Spione bekannt, die aus den Botschaften heraus operieren. Wenn sie enttarnt werden, können sie ausgewiesen werden. Zumeist bevorzugt die Spionageabwehr jedoch, diese Agenten unter Beobachtung zu halten, um Erkenntnisse über undichte Stellen auf der eigenen Seite zu erlangen.
Die von Spionen gesammelten Informationen spielen eine immer gewichtigere Rolle in der Diplomatie. Rüstungskontrollabkommen würden ohne Aufklärungssatelliten und Agenten kaum zu überwachen sein. Solche gesammelten Informationen sind in allen Bereichen der Diplomatie nützlich, von Handelsabkommen bis hin zu Grenzstreitigkeiten.

## Sanktionsmöglichkeiten zwischen Empfangsstaat und Entsendestaat
Die Regierung des Empfangsstaats kann bei diplomatischen Verstimmungen mit der Regierung des Entsendestaats gegenüber dem ausländischen Botschaftspersonal im eigenen Land oder gegenüber dem Botschafter selbst nach dem Wiener Übereinkommen über diplomatische Beziehungen verschiedene Maßnahmen ergreifen. Je nach Bedeutung des Vorfalls reichen die Möglichkeiten von offiziellen Gesprächen mit dem Botschaftspersonal bis hin zur Aufforderung an den Entsendestaat, dessen Botschaftspersonal im Empfangsstaat abzuberufen (umgangssprachlich „Ausweisung“) oder gar dem Abbruch der diplomatischen Beziehungen. Umgekehrt kann auch der Entsendestaat sein Botschaftspersonal anweisen, bestimmte diplomatische Maßnahmen im Empfangsstaat zu ergreifen. Diese Maßnahmen haben oft symbolischen Wert, um dem Missfallen der jeweiligen Regierung gegenüber den Handlungen des anderen Staates offiziell Ausdruck zu verleihen, und galten besonders in früheren Zeiten als gewichtige Sanktionsmöglichkeiten. Im modernen Zeitalter kommunizieren Regierungen zweier Staaten, besonders wenn diese ansonsten freundschaftliche diplomatische Beziehungen zueinander unterhalten, überdies in der Regel direkt miteinander.
Falls ein Diplomat oder ein Angehöriger im Empfangsstaat darüber hinaus ein schweres Verbrechen begehen oder der dortigen Regierung politisch unliebsam werden sollte – etwa durch unangemessene öffentliche Einmischung in innere Angelegenheiten des Gastlandes –, wird er üblicherweise zur persona non grata, also zur unerwünschten Person, erklärt. Ein gerichtliches Verfahren wegen einer Straftat kann im Heimatland, wegen der diplomatischen Immunität aber nicht im Empfangsstaat, stattfinden.

### Sanktionsmöglichkeiten des Empfangsstaats
- Einladung des ausländischen Botschafters oder seines Vertreters zum Gespräch, beispielsweise in das Außenministerium
- Einbestellung/Zitieren des Botschafters in das Außenministerium, Überreichen einer sogenannten Protestnote
- Aufforderung des Empfangsstaats an den Entsendestaat, den (zur persona non grata erklärten) ausländischen Botschafter beziehungsweise das Botschaftspersonal aus dem Empfangsstaat abzuberufen oder deren Tätigkeiten bei der Mission zu beenden (umgangssprachlich „Ausweisung“), in der Regel mit einer Frist von 48 Stunden. Bei Verstreichen der Frist ohne Reaktion des Entsendestaats kann der Empfangsstaat den Diplomatenstatus des ausländischen Botschaftspersonals aufheben.
- Abbruch der diplomatischen Beziehung und damit einhergehend Schließung der ausländischen Botschaft im Empfangsstaat

### Sanktionsmöglichkeiten des Entsendestaats
- Bitte um Gespräche mit den Repräsentanten des Empfangsstaats
- Rückholung des Botschafters „zu Konsultationen“ auf unbestimmte Zeit ins Heimatland[7]
- Dauerhafte Rückholung des Botschafters und/oder Botschaftspersonals aus der Botschaft im Empfangsstaat, (vorübergehendes) Schließen der dortigen Botschaft
- Abbruch der diplomatischen Beziehungen mit dem Empfangsstaat und Schließung der dortigen Botschaft

## Geschichte
Die Fähigkeit, Diplomatie zu betreiben, ist eines der bestimmenden Elemente eines Staates. Die Anfänge finden sich schon bei den ersten Stadtstaaten, die sich vor Jahrtausenden bildeten. Für die meiste Zeit der menschlichen Zivilisation wurden Diplomaten nur für spezifische Verhandlungen entsandt, um nach deren Ende zügig zurückzukehren. Diplomaten waren üblicherweise Verwandte der Herrscherfamilien oder von hohem Rang, um ihnen die erforderliche Legitimität zu geben, wenn sie mit anderen Staaten verhandelten.
Eine frühe dauerhafte Mission bildeten die päpstlichen Gesandten (apocrisiarii) am Hofe des byzantinischen Kaisers in Konstantinopel (Byzanz). Nach der Verschlechterung der Beziehungen am Ende des achten Jahrhunderts wurden diese jedoch abgebrochen. Später waren es die Ottonen, die im Zuge des Zweikaiserproblems durch Gesandtschaften wieder diplomatischen Kontakt zu Byzanz suchten und Gesandtschaften austauschten.
Die Ursprünge der modernen Diplomatie gehen auf die norditalienischen Stadtstaaten der frühen Renaissance zurück, wobei die ersten Botschaften im dreizehnten Jahrhundert gegründet wurden. Dabei spielte Mailand unter Francesco I. Sforza eine führende Rolle. Er gründete Botschaften in den anderen Städten Norditaliens. Dort begannen viele Traditionen der modernen Diplomatie, so z. B. das Akkreditieren des Botschafters beim Staatschef des Gastgeberlandes.
Von Italien breitete sich diese Praxis auf die anderen europäischen Mächte aus. Mailand war der erste Staat, der einen Vertreter an den Hof in Frankreich entsandte, im Jahr 1455. Mailand lehnte jedoch ab, im Gegenzug einen französischen Vertreter zu akzeptieren, aus Furcht, er könne spionieren oder sich in innere Angelegenheiten einmischen. Als sich ausländische Mächte wie Frankreich und Spanien zunehmend in die italienische Politik einmischten, wurde ein Bedarf an Botschaftern akzeptiert. Bald schon tauschten die europäischen Mächte Botschafter aus. Spanien war 1487 unter den ersten Nationen, die einen Vertreter dauerhaft an den Hof von England entsandten. Ab dem Ende des sechzehnten Jahrhunderts wurden dauerhafte Missionen üblich. Der Kaiser des Heiligen Römischen Reiches Deutscher Nation entsandte jedoch als Staatschef keine dauerhaften Vertreter, da er wegen deren faktischer Unabhängigkeit nicht die Interessen aller deutschen Fürsten vertreten konnte. Während dieser Zeit wurden auch die Regeln der modernen Diplomatie weiterentwickelt: Botschafter war bald der höchste Rang eines Vertreters.
Zu dieser Zeit war der Botschafter ein Adliger, wobei der Rang des entsandten Adligen davon abhing, für wie wichtig man das Land hielt, in das er entsandt wurde. Es wurden höchste Standards für Botschafter geschaffen, und man erwartete oft, dass sie große Gebäude besaßen, aufwändige Empfänge veranstalteten und eine wichtige Rolle im höfischen Leben ihrer Gastländer spielten. In Rom, das für einen katholischen Vertreter am meisten geschätzt wurde, besaßen die französischen und spanischen Vertreter ein Gefolge von bis zu einhundert Personen. Selbst in weniger wichtigen Botschaften waren die Botschafter sehr teuer. In kleinere Staaten wurden Gesandte geschickt, die im Rang unter den Botschaftern standen.
Diplomatie war eine komplexe Angelegenheit, damals mehr noch als heute. Die Botschafter aller Staaten wurden im diplomatischen Protokoll in unterschiedliche Stufen der Wichtigkeit und des Vortritts eingeteilt, die häufig umstritten waren. Staaten wurden normalerweise entsprechend dem Titel des Souveräns eingeordnet, wobei für katholische Staaten der Gesandte des Vatikans der höchste war. Danach folgten diejenigen aus Königreichen, darauf die aus Herzogtümern und Fürstentümern. Vertreter aus Republiken wurden als die Niedrigsten der Niedrigen betrachtet. Die Bestimmung der Rangfolge zwischen zwei Königreichen hing von einer Vielzahl von Faktoren ab, die häufig variierten, sodass Streitigkeiten garantiert waren.
Botschafter mit nur geringer Auslandserfahrung und wenig diplomatischem Talent benötigten die Unterstützung durch viel Botschaftspersonal. Diese Profis wurden für lange Zeit entsandt und verfügten über weit mehr Kenntnisse über ihre Gastländer als ihre Vorgesetzten. Botschaftsangehörige verfügten über eine Vielzahl von Fähigkeiten; einige widmeten sich zum Beispiel der Spionage. Der Bedarf an ausgebildeten Individuen zur Besetzung der Botschaften wurde durch Universitätsabsolventen gedeckt, was zu einer Ausweitung der Studien in Völkerrecht, modernen Sprachen und Geschichte an den Universitäten in ganz Europa führte. Zur gleichen Zeit wurden permanente Außenministerien eingerichtet, um die Vielzahl an Botschaften und deren Personal zu koordinieren. Diese Ministerien entsprachen bei weitem noch nicht der heutigen Form. Großbritannien hatte bis 1782 zwei Abteilungen mit sich häufig überschneidenden Kompetenzen. Sie waren auch um etliches kleiner als heute. Frankreich, das sich um 1780 eines der größten Außenministerien rühmte, hatte lediglich 70 Vollzeitbeschäftigte.

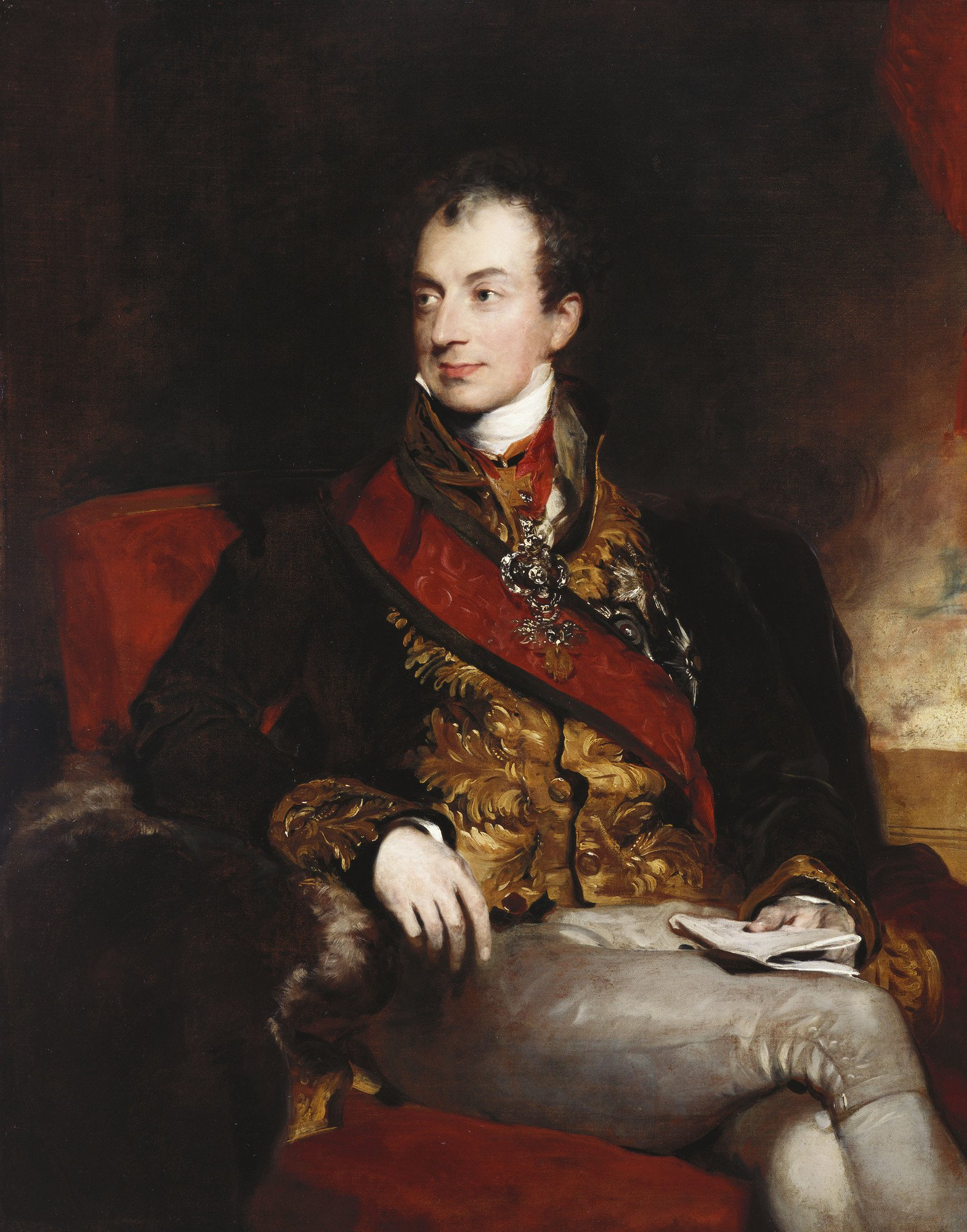
Fürst von Metternich gestaltete auf dem Wiener Kongress maßgeblich die europäische Ordnung nach 1815

Die Elemente moderner Diplomatie breiteten sich, beginnend im frühen 18. Jahrhundert, langsam nach Osteuropa und Russland aus. Dieses ganze System wurde durch die Französische Revolution und die darauf folgenden Kriegsjahre unterbrochen. Die Französische Revolution brachte mit sich, dass Bürgerliche die Diplomatie Frankreichs und all derjeniger Staaten, die durch Revolutionsarmeen erobert wurden, übernahmen. Etablierte Vortrittsrechte und Protokolle wurden verworfen. Napoleon weigerte sich auch, diplomatische Immunität anzuerkennen, wobei er einige britische Diplomaten verhaften ließ, denen er vorwarf, gegen Frankreich zu intrigieren. Zudem hatte er keine Zeit und Geduld für den oft zeitraubenden Prozess formeller Diplomatie.
Nach der Niederlage Napoleons etablierte der Wiener Kongress von 1815 ein internationales System diplomatischer Ränge. Streitigkeiten über Rangfolgen von Nationen gab es noch über ein Jahrhundert lang, bis nach dem Zweiten Weltkrieg der Rang des Botschafters die Norm wurde.
Diplomatische Traditionen außerhalb Europas waren sehr unterschiedlich. Eine wichtige Voraussetzung für die Existenz von Diplomatie ist die Existenz einer Anzahl von Staaten, die in etwa die gleiche Macht besitzen, so wie es im Italien der Renaissance und im Europa der modernen Zeit der Fall war. Im Gegensatz dazu zögerten die Mächte im Mittleren Osten, das Kaiserreich China und das osmanische Reich, bilaterale Diplomatie zu betreiben, da sie sich allen ihren Nachbarn gegenüber als unumstritten überlegen fühlten. Die Osmanen zum Beispiel entsandten keine Missionen in andere Staaten, da sie erwarteten, dass diese nach Istanbul kommen sollten. Diese Praxis dauerte bis ins achtzehnte Jahrhundert an. Als sich die europäischen Mächte im achtzehnten und neunzehnten Jahrhundert über die Welt ausdehnten, verbreitete sich ebenso ihr diplomatisches System.
Mit der technischen Entwicklung während des 20. und 21. Jahrhunderts haben sich zwei moderne Formen der Diplomatie herausgebildet. Die Public Diplomacy hat das Ziel, die Öffentlichkeit eines anderen Staates zu beeinflussen. Die Digital oder E-Diplomacy beruht auf der Verwendung technischer Mittel.

## Bedeutende Diplomaten
- Klemens Wenzel Lothar von Metternich: Heilige Allianz zwischen Österreich, Preußen und Russland, führende Rolle beim Wiener Kongress 1815.
- Charles-Maurice de Talleyrand: gilt als einer der bekanntesten Diplomaten aller Zeiten, besonderer Erfolg war auch für ihn der Wiener Kongress 1815.
- Otto von Bismarck: Realpolitik u. a. gegenüber Österreich 1866, Bündnispolitik des Deutschen Reichs.
- Henry Kissinger und Lê Đức Thọ: Beendigung des Vietnamkrieges 1973.
- Willy Brandt: Neue Ostpolitik ab 1970.
- Hans-Jürgen Wischnewski: insbesondere Nahostpolitik.
- Hans-Dietrich Genscher: Entspannungspolitik in den 1980er Jahren, Anerkennung von Kroatien und Slowenien 1991.

## Zitate
- Wie wird die Welt regiert und in den Krieg geführt? Diplomaten belügen Journalisten und glauben es wenn sie's lesen. (Karl Kraus)
- Diplomatie heißt, die hässlichsten Dinge auf netteste Art zu tun und zu sagen. (Ambrose Bierce, Das Wörterbuch des Teufels)
- Diplomatie ist die Auffassung, dass die Wahrheit Nuancen hat. (Jiří Gruša, Direktor der Diplomatischen Akademie Wien)
- Diplomatie ist die Kunst, einen Hund so lange zu streicheln, bis Maulkorb und Leine fertig sind.
- Diplomatie ist die Kunst, mit 100 Worten das auszudrücken, was man mit einem Wort sagen könnte.
- Diplomatie ist, mit dem Schwein freundlich aber zielorientiert über die Notwendigkeit des Sonntagsbratens zu verhandeln.